# Anillo de Ptolomeo VI
El anillo de Ptolomeo VI es un antiguo anillo egipcio en oro representando, sobre el chatón central, al faraón Ptolomeo VI Filometor (181–145 a. C.) de la dinastía tolemaica (XXXIII dinastía).

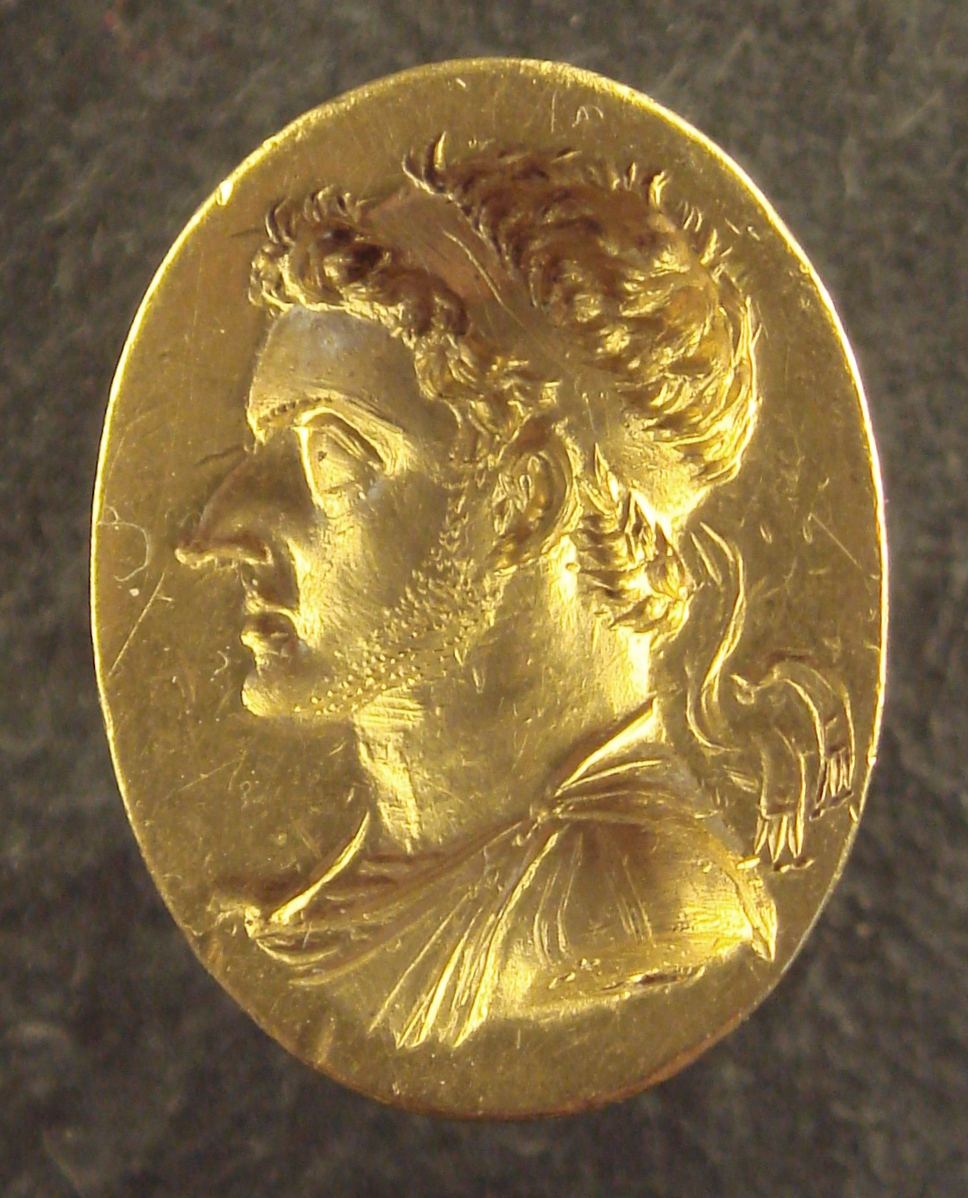
Otro anillo de Ptolomeo VI, aquí a la griega.

El objeto, aparte algunos rasguños, está en excelente estado de conservación. El relieve sobre el centro rectangular muestra la cabeza de un soberano tolemaico con la doble corona roja y blanca (pschent) del Alto y el Bajo Egipto y una diadema de cinta.
El retrato — parecido a las representaciones de Ptolomeo IX (116–88 a. C.) y Ptolomeo XII (80–51 a. C.) — ha sido atribuido al faraón Ptolomeo VI mediante la comparación con sus efigies sobre monedas o en mármol: sobre otro anillo aparece con la misma sotabarba corta a lo largo de la línea de la mandíbula y la barbilla. La nariz larga y ganchuda y los labios carnosos con las comisuras hacia abajo (presentes, por ejemplo, en un coloso de Ptolomeo II y en uno de Ptolomeo XV Cesarión) son elementos típicos de la retratística real tolemaica. A pesar de las coronas faraónicas y el típico collar ancho egipcio, los rasgos físicos particularmente realistas siguen el estilo griego helenístico: el objeto pertenecería, como mucho, a la última parte del s. II a. C., o al inicio del s. I a. C.